# (4678) Ninian
(4678) Ninian est un astéroïde de la ceinture principale découvert le 24 septembre 1990 par Robert H. McNaught à l'Observatoire de Siding Spring.